# Castillo del Compromiso
El castillo del Compromiso o también castillo-palacio de Baylío se encuentra en la localidad zaragozana de Caspe.

## Historia
Este castillo fue residencia del Baylío de la Orden de San Juan de Jerusalén. Junto al castillo la citada Orden erigió un convento y la iglesia colegiata de Santa María la Mayor. En 1412 en este castillo se firmó el compromiso de Caspe para elegir sucesor a la Corona de Aragón. Primero la guerra de la Independencia española y luego las guerras carlistas han reducido el conjunto a la iglesia y fragmentos del castillo. A partir de 2004, ante el progresivo deterioro del castillo, se inicia un proceso de restauración estructurado en varias fases ya finalizado.

## Descripción
Hasta el siglo XVIII componía un importante conjunto con la vecina colegiata. En la actualidad queda muy poco de lo que fue en comparación con la magnificencia que tuvo. Se conserva un resto de este palacio, que comprende un prisma de planta rectangular de cincuenta y cinco por veintisiete metros, consistente en el cuerpo bajo del antiguo palacio, con cuatro grandes contrafuertes. Se mantiene en pie el extremo norte del palacio, que es un cuerpo de planta trapecial, que comprende una estructura de arcos perpiaños que se acusan al exterior mediante estribos. En la sala correspondiente a la planta noble hay una bífora con dos arcos semicirculares, con chambrana y el parteluz perdido. Hay adosado otro cuerpo de menor altura y lienzos de la muralla exterior. En el extremo sur del palacio se conserva una torre cilíndrica con aparejo.
De la muralla medieval de Caspe quedan diversos restos, que destacan entre los que rodeaban el primitivo recinto de la Muela. En algunos tramos aparece la sillería bien labrada del muro con vanos a modo de aspilleras. Junto a la ermita de San Roque se conserva una de las puertas de la segunda expansión de la muralla, está formada por dos arcos de medio punto de sillería entre los cuales se dispone el paso.